# カルロ・アリエンティ
カルロ・アリエンティ（Carlo Arienti,1801年7月21日 - 1873年3月21日）は、19世紀イタリアの画家である。 イタリア統一運動の時代のロンバルディアで働いた画家である。

## 略歴
ロンバルディアのアルコレでモンツァの庭園管理人の息子に生まれた。父親が働くマントヴァのパラッツオ・ドゥカーロやパラッツォ・デル・テの美術品を写生するようになった。13歳の時父親を亡くした後、ミラノに移りブレラ美術アカデミーで新古典主義の画家ルイージ・サバテッリや彫刻家のカミッロ・パセット(Camillo Pacet)に学んだ。肖像画を描いて生活費を得て、1823年から展覧会に出展するようになり、父親の友人の支援で1824年からローマのアカデミア・ディ・サン・ルカで修行を続けた。1829年までローマに滞在し、ロンバルディア出身の裕福な画家、美術史家のカルロ・ダカルト(Carlo d'Arco: 1799-1872) と友人になり、ともに暮らした。この間もミラノにしばしば戻り、ブレラ美術アカデミーの展覧会に6点の肖像画を出展した。
1831年に作曲家のヴィンチェンツォ・ベッリーニの肖像画を制作して高く評価され、ロンバルディアの貴族や上流階級の人々から歴史絵画などの注文を受けるようになり、人気のある画家になった 。この頃、仕事でミラノを離れたルイージ・サバテッリの代理として3年間、ブレラ美術アカデミーの教授を務めた。オーストリア皇帝フェルディナント1世やサルデーニャ国王のカルロ・アルベルトからの注文を受けた。1843年、トリノの美術学校(Accademia Albertina)の教授となり、1859年までトリノで働いた。
1855年のパリ万国博覧会の展覧会に、オーストリアのイタリア支配に抵抗する事件を題材の作品2点を出展し、イタリア独立運動に対するフランスの支援を得るための宣伝に加わった。
1859年のオーストリア軍がロンバルディアの大部分からの撤退した後、サルデーニャ王国から勲章を授与され、ヴィットーリオ・エマヌエーレ2世から絵の注文を受けるが、トリノの美術学校長と対立し、教授職を失った。1860年にモデナで短期働いた後、ボローニャに移り、ボローニャの美術学校の理事を務めた 。アリエンティが教えた学生には、Enrico Gamba。Bartolomeo Giuliano、Giuseppe Costa、Lorenzo Delleani、Costantino Serenoといった画家がいる。
1869年の脳卒中によって部分的なに麻痺が残り、助手の助けを借りて仕事を続けたが、1871年に解雇され、187年にボローニャで亡くなった。

## 作品

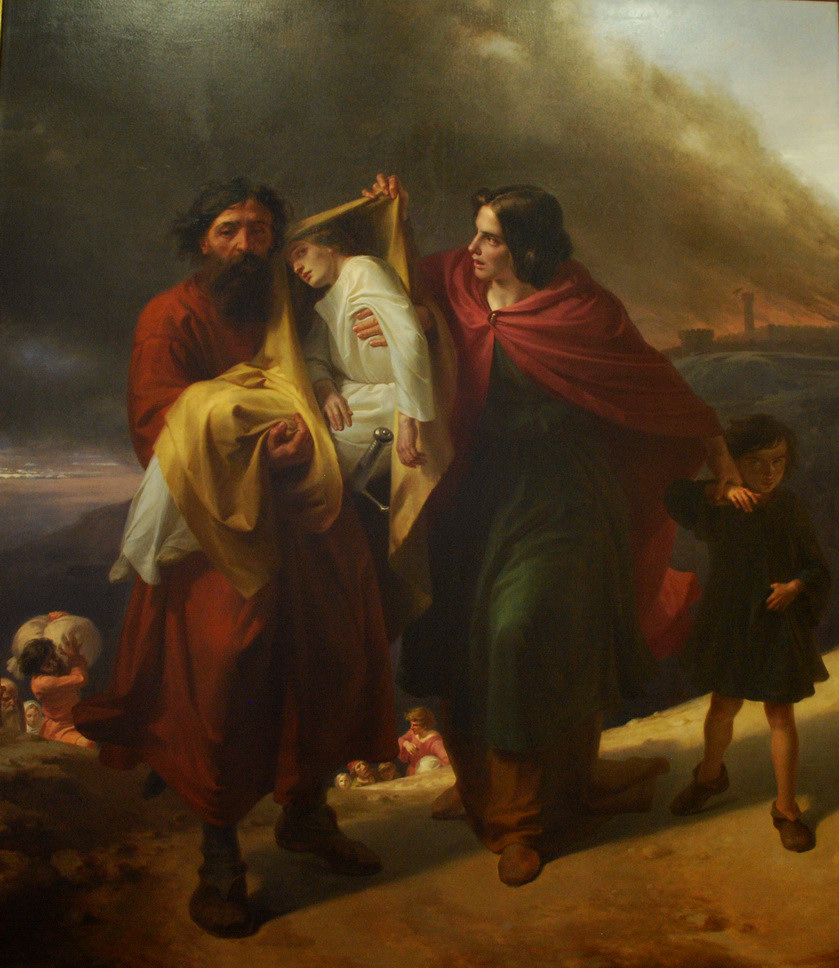
トルトーナの難民 (1843/1854)
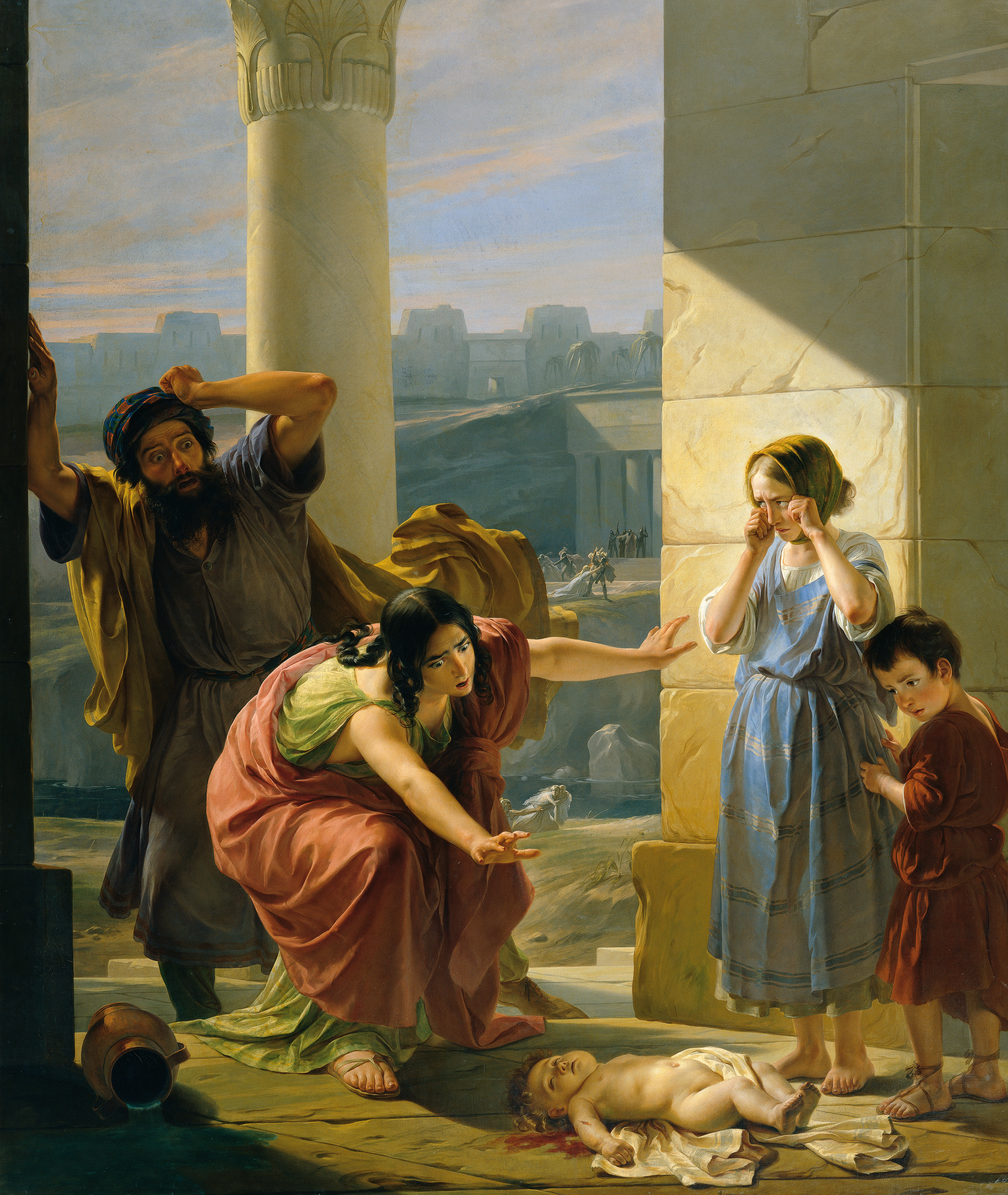
"Massacre of the Innocents" (c.1842) 美術史美術館
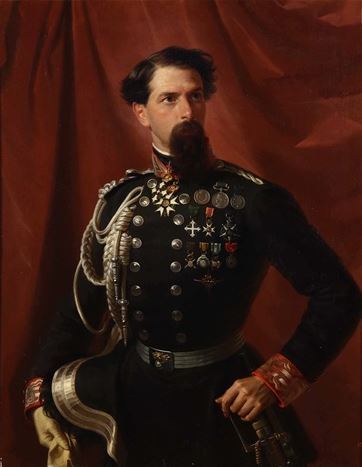
エンリコ・チャルディーニ(サルデーニャ王国軍人)
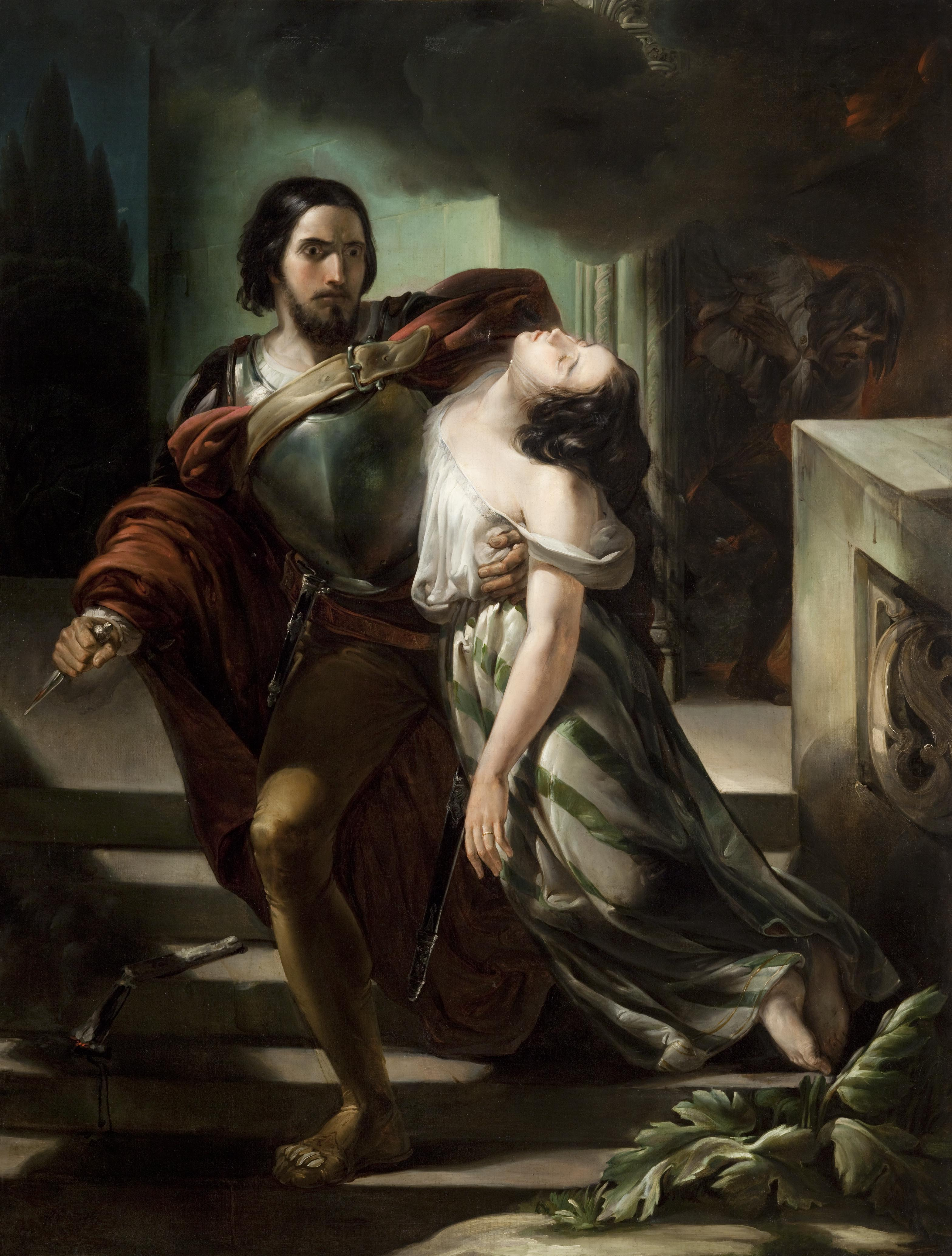
トンマーゾ・グロッシの小説を題材にした作品

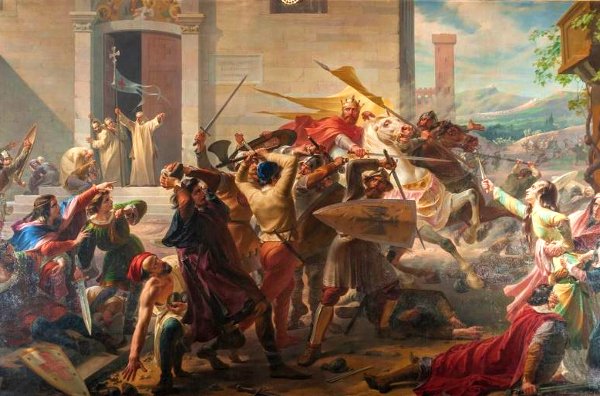
アレッサンドリアから退却する皇帝バルバロッサ(1848/1851)
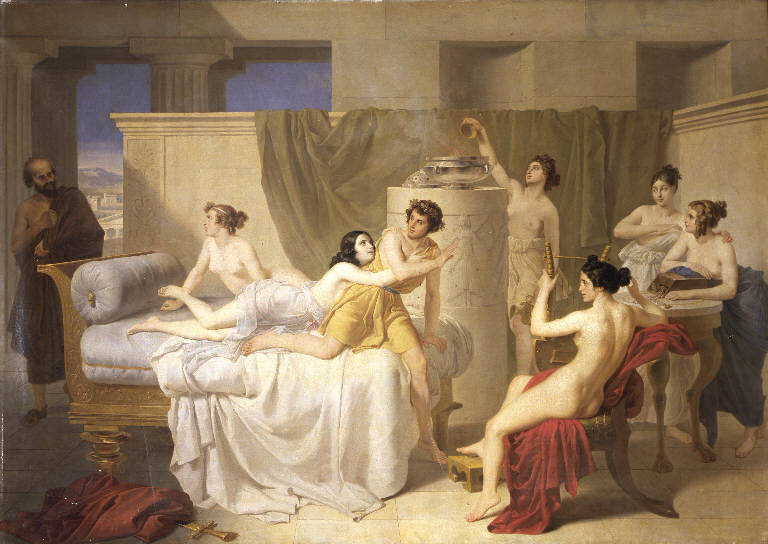
古代ローマ人の生活(c.1830)
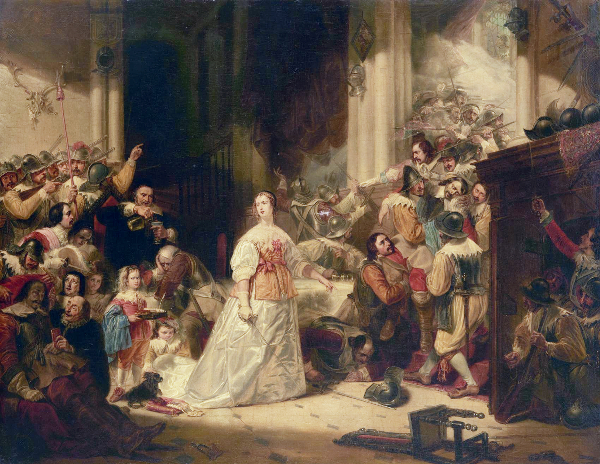
清教徒革命を題材にした作品